# Валюшино
Валюшино — деревня в Лысьвенском городском округе Пермского края России.

## История
Известна с 1887 года. 
С 2004 до 2011 года входила в Новорождественское сельское поселение Лысьвенского муниципального района.

## География
Деревня находится в восточной части района, в пределах западных предгорий Уральских гор, на территории денудационной Предуральской равнины, на правом берегу реки Шаквы, на расстоянии приблизительно 22 километров (по прямой) к юго-западу от города Лысьвы, административного центра округа. Абсолютная высота — 185 метров над уровнем моря.
Климат
Климат характеризуется как умеренно континентальный, с продолжительной холодной зимой и прохладным летом. Средняя многолетняя температура самого холодного месяца (января) составляет −17,4 °С (абсолютный минимум — −48 °С), температура самого тёплого (июля) — 24,4 °С (абсолютный максимум — 37 °С). Безморозный период продолжается в течение 165 дней. Снежный покров держится в среднем 160—170 дней Среднегодовое количество осадков — 654 мм.

## Население
| 2010 |
| ---- |
| 14   |

Половой состав
По данным Всероссийской переписи населения 2010 года в половой структуре населения мужчины составляли 57,1 %, женщины — соответственно 42,9 %.
Национальный состав
Согласно результатам переписи 2002 года, в национальной структуре населения русские составляли 83 % из 41 чел.